# Paleolítico en Vasconia

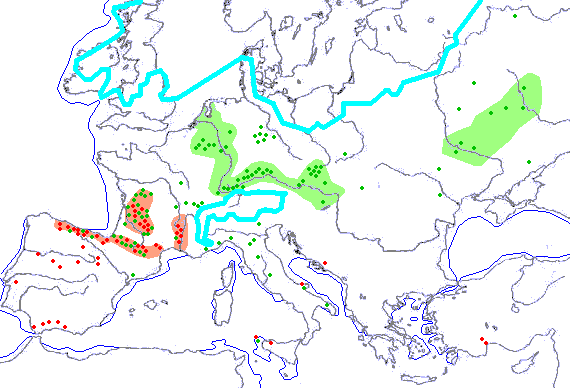
Arte paleolítico superior en Europa.

El Paleolítico en Vasconia es el periodo que se extiende desde la aparición de los primeros homínidos al epipaleolítico, es decir, a los primeros asentamientos al aire libre como los de Zatoia (Navarra) o Antton Koba (Guipúzcoa). El límite inferior de este período es difícil de precisar situándose entre los 350.000 y 200.000 años de antigüedad mientras el límite superior se establece entre el 10.500 y 8.500 dependiendo de las fuentes. De acuerdo con el francés Gabriel de Mortillet este periodo de la prehistoria se divide en tres fases (inferior, medio y superior), que a su vez actualmente se dividen en otras diez (Abbevillense, Achelense, Clactoniense, Tayaciense, Premusteriense, Levalloisiense, Musteriense, Auñaciense, Solutrense y Magdaleniense). De estas tres fases se disponen de más hallazgos y datos del medio y especialmente del superior, siendo el paleolítico inferior del que menos se ha conocido hasta la década de los 90 y posteriores revisiones bibliográficas.

## Paleolítico inferior vasco: 350.000 B.P. - 100.000 B. P.

### Datación y asentamientos
Tal y como se ha mencionado anteriormente, los datos sobre este período son escasos comparativamente con los siguientes, exceptuando la fase final en la que se desarrollaron las industrias de bifaces del Achelense avanzado, de las que se han conservado instrumentos de piedra, pero no restos óseos, siendo su atribución tipológica lógica al Homo erectus. Entre las dificultades para la datación de los yacimientos de este periodo cabe destacar que la mayoría de los objetos encontrados han consistido en piezas talladas y dispersas en depósitos de terrazas. Esto se debe a que probablemente se tratara de enclaves de carácter estacional, campamentos de aprovisionamiento o "talleres al aire libre", donde se fabricaron útiles, ocupando así amplias superficies de terreno de forma repetida, pero cambiando de emplazamiento.
La mayoría de los asentamientos estaban compuestos por unas tres o cuatro cabañas con estructura de madera y techo de pieles animales y alrededor del fuego. La única excepción constatada en Vasconia al respecto es la cueva de Lezetxiki. Los grupos solían ser de cinco o siete miembros.

### Tipo humano
Los homínidos del paleolítico inferior del espacio físico vasco eran pre-neanderthales, los llamados Homo erectus, Homo anteneanderthalensis, Homo antecessor, etc. De estos, es el último el más cercano al húmero de Lezetxiki (325.000-340.000 B.P), quizá algo más fuerte y alto. Llama la atención este yacimiento sobre los demás al tratarse de una cueva, frente al resto de asentamientos al aire libre, cerca de ríos y de carácter temporal.

### Economía y vestimenta
Se trataba de poblaciones basadas en una economía predadora que recurrían a la caza, pesca, carroñeo y recolección. Aunque en este período se tiene constancia de la caza de especies mayores (bisontes y mamuts) se cree que no eran y que se abastecían principalmente de las frutas, raíces, hojas y cortezas que recolectaban según se deduce de sus restos dentales y la carne de pequeños animales como conejos, pájaros y peces.
Su principal materia prima era el cuero de los animales que cazaban y fibras vegetales como la hierba, paja, cortezas de árbol. Los ropajes que utilizaban carecían de costuras, así como de botones aun, de manera que unían los trozos mediante nudos, y se carece de evidencias que indiquen el uso de calzado, siendo posible que no lo utilizaran.

### Técnica y comportamiento simbólico
Los primeros seres humanos conocidos de Vasconia dominaban la técnica del fuego, probablemente se valieron para ello de las chispas obtenidas mediante pedernales y piritas (u otros minerales ferrosos). La mayoría de los instrumentos como las lanzas y porras eran de madera, obtenidas de afilar ramas con pequeñas piedras astilladas o rotas y calentadas al fuego. Aunque es probable que también se afilaran otros materiales como el hueso con estas técnicas, en Euskal Herria no se conocen testimonios de ello. 
Los útiles eran aun en esta época muy arcaicos debido a que las herramientas que utilizaban eran de gran tamaño y poca precisión. Normalmente obtenían bifaces y raederas, valiéndose para ello de las piedras que se tenían más a mano como pedernales, cuarzo, pizarra, arenisca, cal, etc. La bifaz o hacha de mano se obtenía trabajando directamente las piedras por ambos lados, con el objetivo de conseguir el mejor relieve posible en estas caras y la forma alargada (en forma de lágrima).
No hay constancia en esta fase de ningún comportamiento simbólico (artístico, funerario, etc.) aun en este período.

### Asentamientos
Se han excavado y encontrado restos arqueológicos de distintos asentamientos en los siguientes lugares:
- Cuenca de Pamplona (Iruñealdea): se han encontrado unas 500 piezas líticas en forma de cantos rodados con restos de tallas, así como otros utensilios (hachas de mano, chopping tools y tiedros) sobre canto y lasca (hendedores y raederas) aparentemente sin hacer uso del método Levallois[10][5]

- Higer 2

- Irikaitz

- Lezetxiki

- Manzanos

- Urrunaga (Álava): en 17 puntos del entorno del embalse de Urrunaga (Villarreal de Álava) se han hallado unos 200 útiles sobre canto (chopping-tools, bifaces, discos, triedros, hendedores, raedores y denticulados) y sobre lasca (raederas, denticulados y un bifaz. Se trata de industria de carácter centrípeto con algún ejemplo del método Levallois.[11]

- Aitzabal (Álava)

- Cueva de Arrillor (Murua)

- Gazolaz

- Iruña

- Urbasa

- Eztuñiga

- Ilunberri

- Lizarra

- Ríos Aturri y Nibe

- Donibane Lohizune

- Baiona

- Bidaxun

## Enlaces

### Lezetxiki
- Las «herramientas» más antiguas halladas en Euskadi se encuentran en Lezetxiki. Diario Vasco (07/20/2007)

- Los adornos del neandertal (09/11/2009)

- Lezetxiki, uno de los mejores yacimientos sobre el neandertal. El Mundo (2009/07/14)

- Los 50 años de Lezetxiki. Diario Vasco (22/07/2006)

- Lezetxiki, una caja llena de sorpresas. Diario Vasco (15/07/2007)

- Avanzan los descubrimientos en las cuevas de Lezetxiki de Mondragón. Diario Vasco (17/07/08)

- Arqueólogos mantienen esperanzas de hallar restos humanos en Lezetxiki. ADN (16/07/2008) (enlace roto disponible en Internet Archive; véase el historial, la primera versión y la última).

- «Aztarnategi gutxi daude Lezetxiki bezain ondo». Berria (06/10/2005) (enlace roto disponible en Internet Archive; véase el historial, la primera versión y la última).

- Lezetxiki: iraganerako tunelaren begiradapean hartzaren eta gizakiaren aztarneI jarraituz. Gara (17/07/2008) (enlace roto disponible en Internet Archive; véase el historial, la primera versión y la última).

- Lezetxikikoa da ezagutzen den Euskal Herriko giza ezarleku zaharrena. Berria (20/07/07) (enlace roto disponible en Internet Archive; véase el historial, la primera versión y la última).

- Aspaldiko ahaidea. Berria (22/07/05) (enlace roto disponible en Internet Archive; véase el historial, la primera versión y la última).

- Una fase de recopilación y reflexión detendrá la excavación. Diario Vasco (15/07/09)

- Arrasateko koban neandertalaren aurretik bizi izandakoren arrastoak aurkitu dituzte Aranzadiko arkeologoek. Berria (21/07/05)

- 150.000 urtek desagerrarazi ez dituzten bizitzaren aztarnak. Gara (15/07/09) (enlace roto disponible en Internet Archive; véase el historial, la primera versión y la última).

- Datos: Q6058856